# Ne0;lation
《ne0;lation》是由平尾友秀擔任原作、依田瑞稀擔任作畫的駭客少年漫畫。從《週刊少年Jump》2019年2號（2018年12月發售）連載到2019年22/23合併號（2019年4月發售）。單行本全3卷。
作品前身為《Jump GIGA》2018年1－3卷上短期連載的《ne0-NEO-》（日语：ne0-ネオ-）。

## 故事大綱
IQ191、自稱天才的少年「ne0」有著非比尋常的駭客技巧，他運用自己的駭客技巧捉弄街上的壞人並以此取樂。ne0隨心所欲地用駭客技術教訓黑心高利貸業者，幫助了正因父親留下的欠債而困擾的前不良高中生藥袋大悟，順理成章地將大悟收為替自己辦事的僕人。接著他們又在同學石崎夕子的委託下介入誘導女高中生自殺的「自殺遊戲」，並順利擊潰遊戲背後的主辦者。清掃街上的惡黨，「這條街的壞人只要有本大爺ne0一個人就夠了！」

## 登場人物
尾根新太／ne0
自稱IQ191的天才、智力系美男子，號稱擁有「魔法師」等級的駭客技巧。網名「ne0」是將拉丁文的「新」（neo）替換掉一個字母。
性格自大囂張，愛拿他人取樂，跟年紀比自己大的人說話時也是一副臭屁的樣子。自稱「理系的不良少年」，平時的興趣是玩弄壞人再把他們的醜態拍下來，認為壞人哭喪著臉的樣子特別有趣。
幫助同校同學藥袋大悟與石崎夕子，將他們視為僕人、仗著自己對他們有恩情隨意使喚他們。不過在經歷熱沃當的事件後兩人依舊對他不離不棄，想法有了改變，開始會將兩人視為自己的朋友。
藥袋大悟
ne0的同校同學，前不良少年，體格高壯並擅長打架。和外表印象相反其實樂於幫助他人，且擅長各種家務與料理。討厭會喋喋不休地貶低他人的人。
在父母過世後與姊姊兩人相依為命，然而父母留下的欠債讓黑心高利貸業者找上門來，正面臨還錢危機的時候受到ne0幫助，得知欠條是對方偽造的。之後高利貸業者被ne0陷害、潰滅，原本的債務也因此一筆勾銷。此後便一直跟在ne0旁邊償還恩情，負責當他的打手。
石崎夕子
ne0的同校同學，街舞團的王牌，綁著長馬尾的運動系女孩。個性單純沒有心機，容易與他人打成一片，對自己是笨蛋一事有所自覺。
由於要好的朋友突然失蹤，在大悟的姊姊介紹下找上了ne0委託調查，並得知朋友被捲入了以藍鯨遊戲為藍本的自殺遊戲「旅鼠遊戲」。
在事件解決後加入了ne0的行列，由於擅長開鎖、行動敏捷而負責潛入搜查的工作。家裡是開鑰匙行的。
麻夜帳
ne0小時候的玩伴與初戀對象，也是ne0之所以成為駭客的原因。天真可愛的少女，笑容總是傻呼呼的。因罹患罕見疾病故一直待在家裡養病，患者大多都在十幾歲時去世。
注意到公園裡總是孤零零一個人玩耍的新太，想盡辦法與他交上了朋友。之後兩人便成為彼此唯一的玩伴。
被捲入公車劫持事件、未能及時服藥而喪生。得年14歲。死前在病床上與身旁的新太互相告白。

## 出版書籍
| 卷數 | 集英社 | 集英社       | 集英社                 |
| 卷數 | 副標題 | 發售日期     | ISBN                   |
| ---- | ------ | ------------ | ---------------------- |
| 1    |        | 2019年4月4日 | ISBN 978-4-08-881827-6 |
| 2    |        | 2019年6月4日 | ISBN 978-4-08-881870-2 |
| 3    |        | 2019年7月4日 | ISBN 978-4-08-882020-0 |

## 外部連結
- 《ne0;lation》週刊少年Jump官方網站 （日語）